# Propallene vagus
Propallene vagus is een zeespin uit de familie Callipallenidae. De soort behoort tot het geslacht Propallene. Propallene vagus werd in 1979 voor het eerst wetenschappelijk beschreven door Staples. 